# Gabriel Magdelenet
Gabriel Magdelenet (Saint-Martin-du-Puy, 1587 – Auxerre, 20 novembre 1661) è stato un poeta francese.
Scrisse poesie in latino e francese.

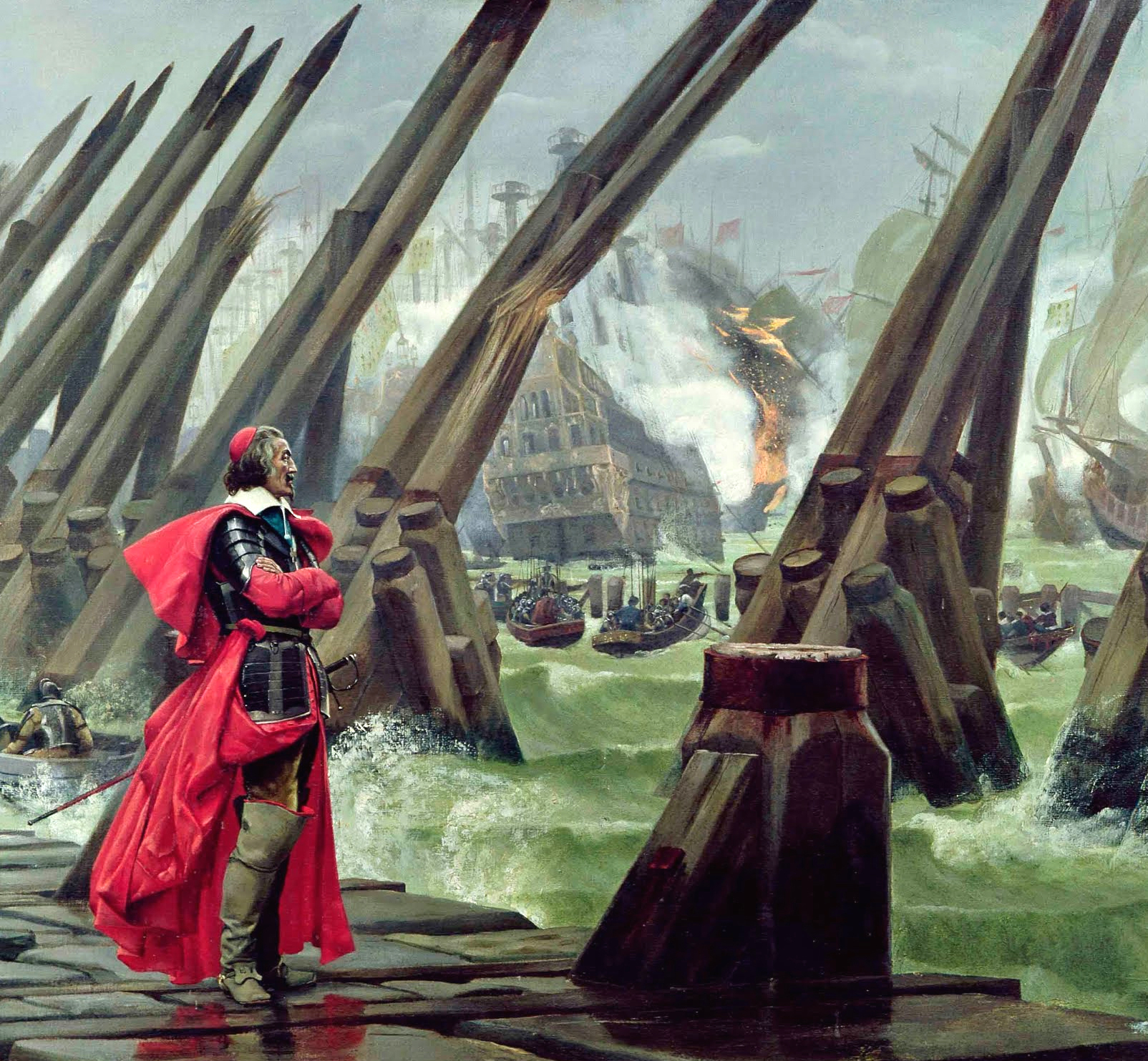
Il cardinale Richelieu durante l'assedio de La Rochelle.

Studiò legge e divenne avvocato a Parigi, in seguito fu segretario del cardinale Richelieu, per il quale scrisse un testo sulla Presa della Rochelle . 
Il  suo volumetto, intitolato Gabrielis Magdeleneti carminum - libellus, stampato a  Parigi nel  1662  e composto da 124 pagine, contiene poesie in lode di Luigi XIII, di Luigi XIV e dei loro ministri e cortigiani.